# Casa Montcortès
Casa Montcortès o Cal Companys és una casa de Montcortès, al municipi dels Plans de Sió (Segarra), inclosa a l'Inventari del Patrimoni Arquitectònic de Catalunya.

## Descripció

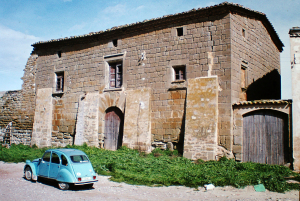
La casa el 1975

Són les restes d'una casa situada al carrer principal del nucli, el qual connecta aquest amb el Castell de Montcortès que es troba a la part més elevada. Únicament es conserva la planta baixa, amb la presència de carreus de pedra local de grans dimensions força irregulars, amb la portalada formada per un arc de mig punt adovellat i la presència de quatre grans contraforts que per la seva factura sembla que són posteriors a la construcció de la casa. Aquesta casa havia pertanyut a la família del president Lluís Companys des de temps immemorials. De fet, hi ha gent del poble que encara recorda haver sentit dir que en aquella casa hi havia passat llargues temporades un jove Lluís Companys.